# Avarci
Avarci so kavkaški narod v avtonomni republiki Dagestan v okviru Ruske federacije.